# Poulnabrone Dolmen
Poulnabrone Dolmen eller Poulnabronedyssen er en gammel dysse i kalkstenslandskabet Burren i grevskabet Clare i Irland. Dyssen kan dateres tilbage til yngre stenalder, sandsynligvis mellem 3800 og 3200 f.Kr. Dyssen består af en topsten på ca. fire meter støttet af to mindre piller.

Poulnabrone Dolmen (Poll na mBrón på irsk) betyder "hullet i kværnstenen". Den er udformet som en Wedge Tomb, en relativ sjælden form for gravkammer. 
 Den består af en stor, opretstående stenblok, der er ca. 4 meter høj og bæres af piller. Den første del af monumentet blev fundet i 1985, men da der blev konstateret en sprække i en af pillerne i 1985. Dyssen blev demonteret og den ødelagte sten blev erstattet. Der blev i den anledning foretaget udgravninger, og man fandt resterne af seksten voksne og børn begravet under monumentet. Der blev også fundet et øksehoved og flere pilespidser af flint.

## Eksterne links
- Dybdebeskrivelse af Poulnabrone – Ian Kuijts side (engelsk)
- Megalithicireland (engelsk)

- Wikimedia Commons har flere filer relateret til Poulnabrone Dolmen

53°2′55.83″N 9°8′23.83″V / 53.0488417°N 9.1399528°V